# Revêtement (technique)
Pour les articles homonymes, voir Revêtement.
Un revêtement a pour but d'améliorer les propriétés de surface d'un objet. Par exemple, les revêtements peuvent servir pour préserver ou améliorer l'apparence, l'adhésion, la résistance à la corrosion, la mouillabilité ou ajuster les propriétés de surface de l'objet considéré face aux contraintes mécaniques et aux différents éléments de l'environnement extérieur (ultraviolets, eau, oxydation (corrosion), température, moisissures, etc.).

## Typologie
Il existe principalement deux types de revêtements suivant leur composition :
- revêtement inorganique ;
- revêtement organique, comme le revêtement en plastique.

Les revêtements inorganiques sont composés uniquement d'un matériau métallique ou céramique. Les revêtements organiques sont composés principalement d'un matériau polymère qui fait office de liant pour des « pigments » qui fournissent les fonctionnalités désirées au revêtement (couleur, protection anticorrosion, photosensitivité pour les films photographiques, etc.).

## Grands secteurs industriels

### Orfèvrerie
En orfèvrerie, cette opération porte couramment le nom de placage et consiste la plupart du temps en le revêtement d'un métal précieux sur un métal plus « vil », en général à des fins esthétiques ou anticorrosives (dorure). En métallurgie et en électronique, bien que parfois utilisé, le terme de « placage » est à éviter.

### Bâtiment
- Revêtement immobilier
- Revêtement de sol

### Réseau routier et piétonnier
Les revêtements routiers (en) comprennent différents types qui répondent à un certain nombre d'exigences (durabilité et stabilité, souplesse de mise en œuvre et rapidité de remise en service après travaux, rugosité et abrasion de la couche de roulement, résistance aux intempéries, drainage, facilité d'entretien, aspect esthétique, délai de carrossabilité, coût initial et d'entretien...), leur choix résultant d'un compromis variable entre le maître d'ouvrage, le concepteur, le maître d'œuvre et le gestionnaire, selon les diverses utilisations de la chaussée : les revêtements bitumineux (enrobés et asphalte coulé confondus), les revêtements en béton (béton de ciment) et les revêtements modulaires (caractérisés par leur appareillage de pose, ils se présentent sous différents types : pavés en béton, dalles en béton strictement réservées aux zones exclusivement piétonnières et/ou cyclables, pavés de pierre naturelle et en terre cuite, dalles de pierre naturelle),.
Il existe aussi le cas spécifique des revêtements podoctactiles.

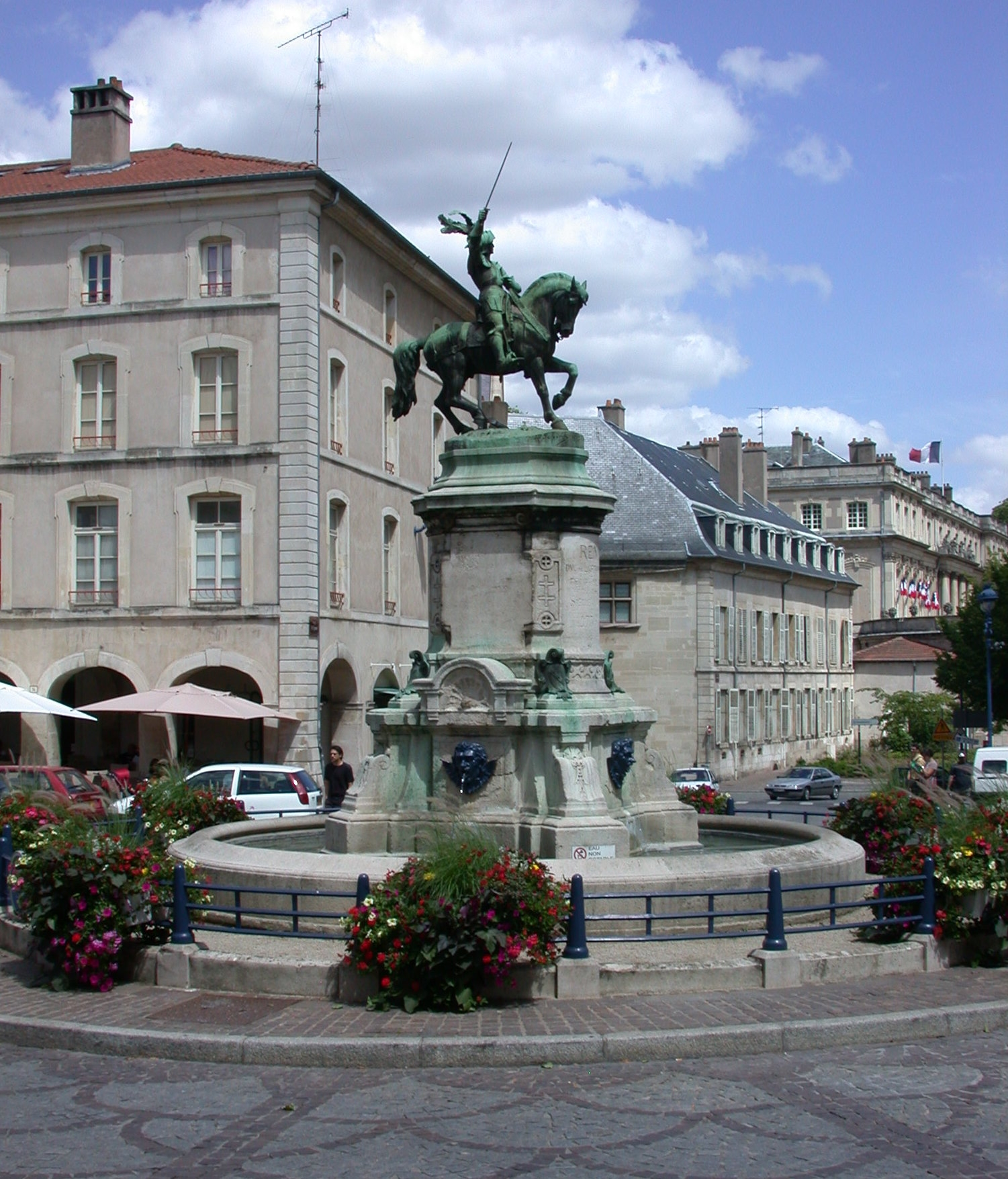
Appareillage des pavés en écailles.
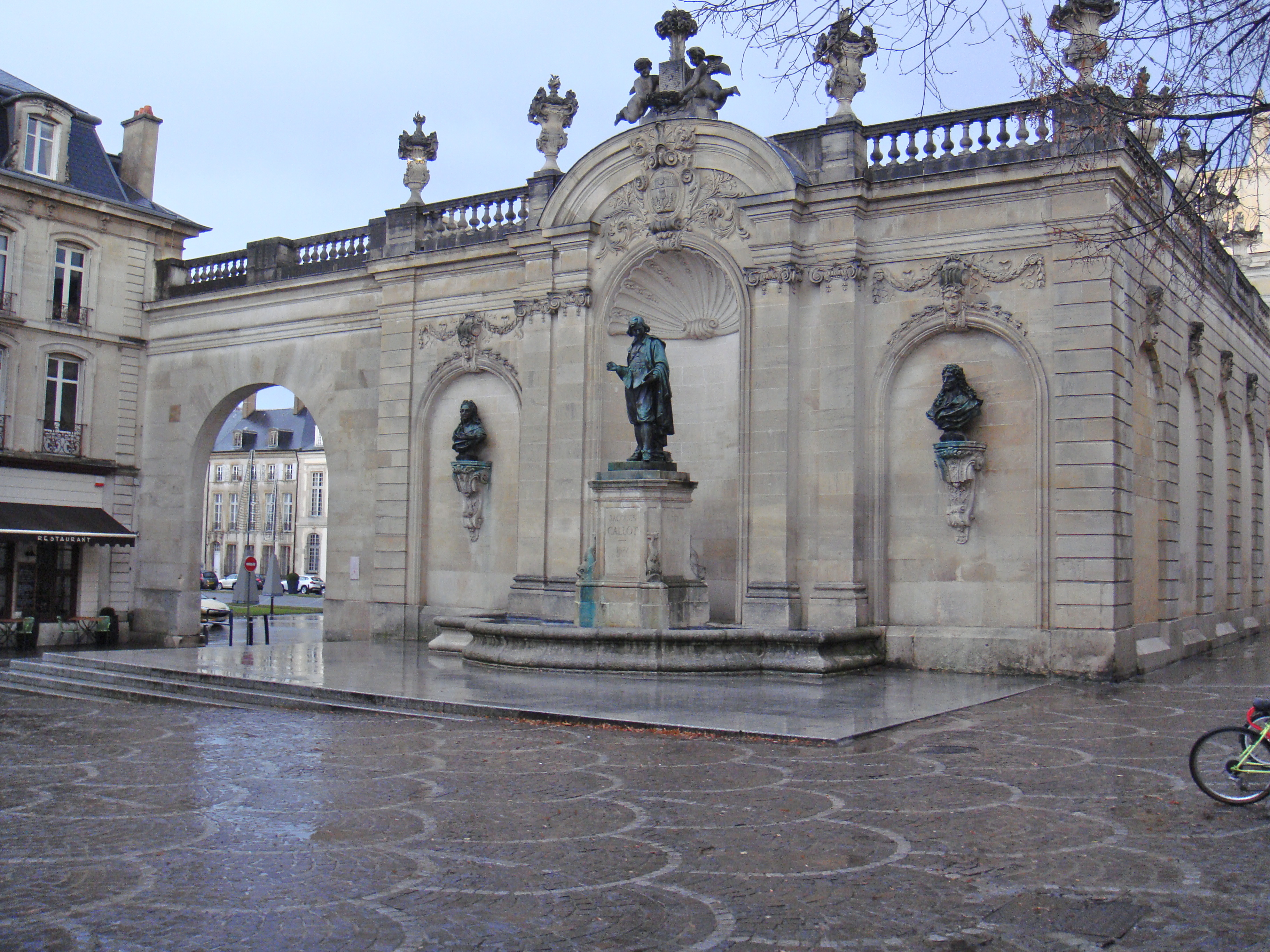
Appareillage des pavés en coquille ou queue de paon.
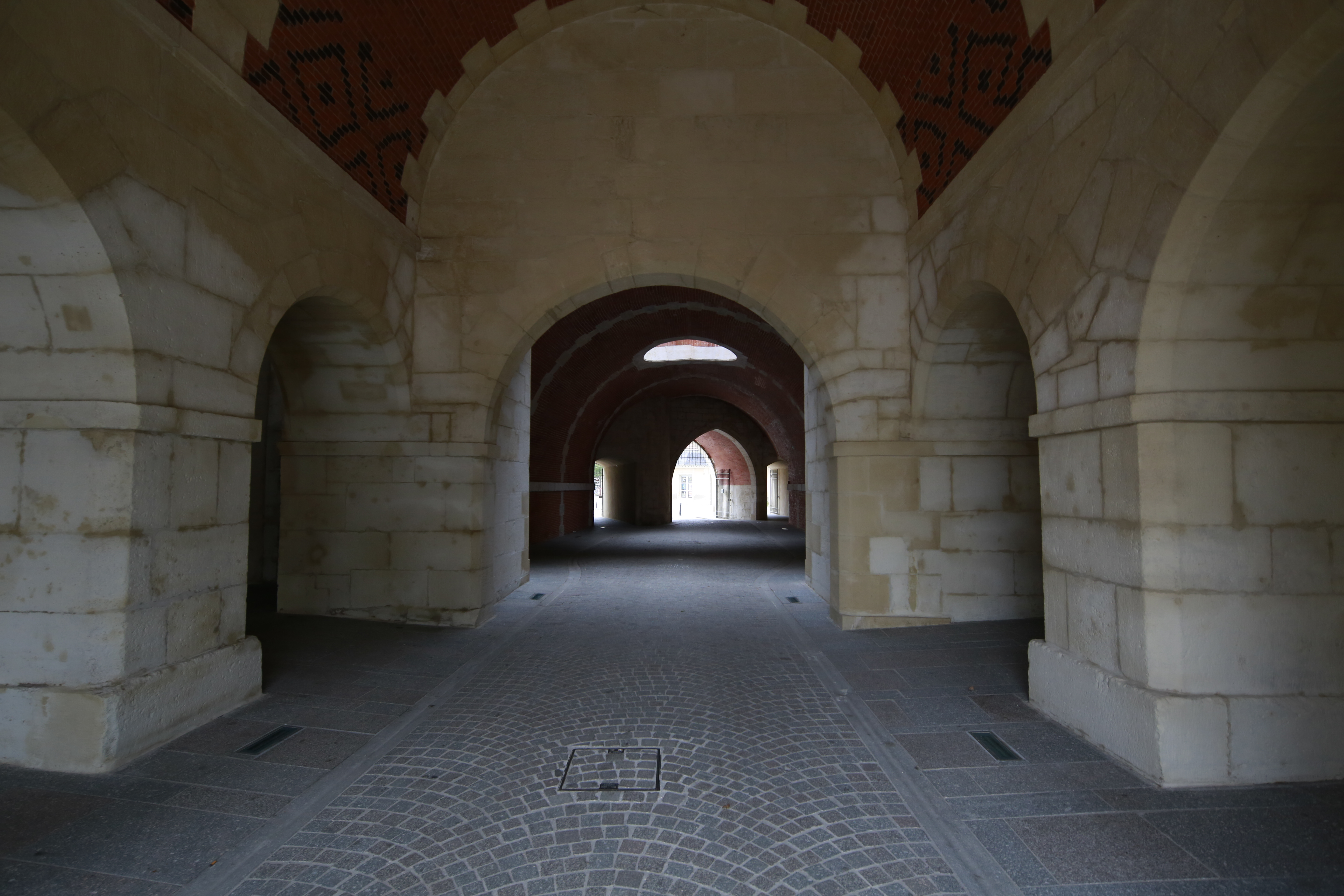
Appareillage des pavés en spires concentriques ou en arcs de cercle.

### Fabrication mécanique
Le revêtement protège la pièce mécanique de :
- l'oxydation ;
- la corrosion ;
- les températures extrêmes ;
- l'usure ;
- etc.

On trouve des revêtements :
- en automobile :
  - dans les moteurs à 4-temps d'automobile :
    - dans les chambres de combustion ;
    - sur les pistons ;

  - sur la carrosserie ;

- en aéronautique :
  - dans les moteurs d'avion :
    - dans les pièces mécaniques internes d'un turboréacteur :
      - les ailettes de compresseurs et de turbines ;
      - le carter ;
      - les arbres ;

- dans les réacteurs nucléaires :
  - dans les turbines d'alternateur :
    - sur les aubes ;
    - sur le carter ;

  - dans les conduites.

## Procédés
Les principaux procédés de revêtement peuvent être décomposés dans les grandes catégories suivantes :
- enduction : pour appliquer un revêtement sous forme liquide sur un substrat plat ;
- enrobage : pour appliquer un revêtement sous forme liquide sur un substrat de forme quelconque ;
- électrodéposition : dépôt d'un revêtement sous forme ionique sur un revêtement conducteur ;
- revêtement par poudre : utilise une résine plastique ;
- procédés de dépôt sous vide de couches minces :
  - dépôt physique en phase vapeur,
  - dépôt chimique en phase vapeur,
  - procédé sol-gel,
  - épitaxie ;
- extrusion coating, thermolaquage : dépôt d'un revêtement sous forme de polymère fondu ;
- placage : placage par explosifs, placage (bois), placage de marbre, dorure à la feuille, calandrage.